# K. Michelle
K. Michelle, pseudonimo di Kimberly Michelle Pate (Memphis, 4 marzo 1982), è una cantautrice e personaggio televisivo statunitense.
Diventata popolare grazie alla sua partecipazione alla trasmissione Love & Hip Hop Atlanta, ha successivamente firmato un contratto con la Atlantic Records e pubblicato 4 album attraverso tale etichetta discografica. Nel corso della sua carriera ha pubblicato 5 album e svariati singoli, oltre ad apparire in varie trasmissioni televisive.  Oltre ai risultati ottenuti come interprete, l'associazione ASCAP le ha riconosciuto grandi meriti in qualità di autrice assegnandole il premio ASCAP Women Behind the Music.

## Biografia

### Infanzia e formazione
Fin da bambina, Pate ha preso lezioni di chitarra, pianoforte e canto, queste ultime presso lo stesso vocal coach che ha seguito Britney Spears e Justin Timberlake da bambini, Bob Westbrook. Ha successivamente ottenuto una borsa di studio presso la facoltà musicale della Florida A&M University dopo aver eseguito un'audizione come cantante. Dopo aver seguito i corsi per alcuni anni, salvo una breve interruzione nel 2004 in occasione della sua prima gravidanza, si laureata in canto. Successivamente ha iniziato a studiare anche giurisprudenza, per poi interrompere questo percorso nel momento in cui ha deciso di dedicarsi alla musica a tempo pieno.

### Esordi,Love & Hip-hop Atlanta, Rebellious Soul (2009-2014)
Nel 2009 ha firmato un contratto con la Jive Records e ha pubblicato il singolo Fakin' It featuring Missy Elliott. Nel 2010 registra con R. Kelly il brano Love Is (dall'album Love Letter). In seguito ha prodotto altri brani entrati nella classifica R&B come Fallin', I Just Can't Do This e How Many Times prima di lasciare la Jive. Nello stesso periodo ha inciso quello che avrebbe dovuto essere il suo album di debutto Pain Medicine, che avrebbe dovuto includere anche collaborazioni con Trina, Gucci Mane, Akon e Usher oltre al già citato R. Kelly, tuttavia il progetto non è stato mai rilasciato.
Nel 2012 ha partecipato alla serie-reality Love & Hip Hop: Atlanta in onda su VH1, ottenendo una grandissima popolarità grazie al successo della trasmissione. Dopo la partecipazione al programma televisivo ha ottenuto un contratto con Atlantic Records. Sempre nel 2012 collabora con Bobby V per Put In In. Nel 2013, mentre girava la sua seconda stagione nello show televisivo, K. Michelle ha inciso il suo primo album con la Atlantic e ha pubblicato il brano V.S.O.P. in qualità di primo singolo.
Ha pubblicato il suo primo album Rebellious Soul nell'agosto 2013. Il disco ha raggiunto la posizione #2 della classifica Billboard 200. Il progetto le è valso varie nomination ai BET Awards e la vittoria di un Soul Train Music Award come "Best New Artist". Nell'agosto 2014 è andato in onda su VH1 The Rebellious Soul Musical, diretto da Idris Elba. A partire dal novembre 2014 ha portato avanti il suo primo tour, The Rebellious Soul Tour, sponsorizzato da BET.

### Anybody Wanna Buy A Heart,More Issues Than Wogue(2014-2017)
Nel dicembre 2014 è uscito il suo secondo disco Anybody Wanna Buy a Heart? (#6 Billboard 200), anticipato dal singolo Love 'Em All. Durante la promozione del disco, K. Michelle ha preso parte al programma televisivo Love & Hip Hop: New York. Oltre a prendere parte a tale programma, in questo stesso periodo l'artista è stata protagonista di una docuserie interamente dedicata a lei, K. Michelle: My Life, andata in onda su VH1. Nel 2014 ha collaborato con Rick Ross nel brano If They Knew, dall'album Hood Billionaire.
Nel 2015 ha collaborato con Jason Derulo per il brano Love Like That ,inserito in Everything Is 4.
Nel gennaio 2016 ha pubblicato il singolo Not a Little Bit in qualità di primo estratto dall'album More Issues Than Vogue, che è stato pubblicato nel mese di marzo dello stesso anno. Nel periodo aprile-agosto 2016 prende parte a Love & Hip Hop: Atlanta. Nei mesi successivi ha portato avanti il Hello Kimberly Tour e ha pubblicato il brano Forward per la colonna sonora del film Il risveglio di un popolo. Nel febbraio 2017 ha pubblicato il singolo Got Me Crazy in collaborazione con DJ Feezy, Rick Ross e Fabolous. Nello stesso mese la sua serie K.Michelle: My Life si è conclusa con la messa in onda della terza stagione.

### Kimberly: The People I Used To Know, All Monsters Are Human (2017-presente)
Nel settembre 2017 ha pubblicato i singoli Birthday e Either Way con la partecipazione di Chris Brown, che anticipano l'album Kimberly: The People I Used to Know, uscito nel mese di dicembre.  Nel 2018 l'artista ha preso parte per la terza volta a Love & Hip Hop: New York e ha annunciato di aver lasciato la Atlantic Records. Successivamente la cantante ha firmato un contratto con la Entertainment One Music e ha pubblicato il singolo Save Me. Tra 2018 e 2019 ha partecipato a Love & Hip Hop Hollywood.
Nel novembre 2019, durante i suoi concerti, K. Michelle ha annunciato il titolo del suo quinto album, All Monsters Are Human, pubblicato nel successivo gennaio 2020. Un mese prima della pubblicazione dell'album l'artista ha pubblicato il mixtape Not 1 Fuck Given, che include sue rivisitazioni di brani di altri artisti. Nel 2023 è tornata in scena con il singolo You, che anticipa l'uscita dell'album I'm the Problem.

## Discografia
Album
- 2013 – Rebellious Soul
- 2014 – Anybody Wanna Buy a Heart?
- 2016 – More Issues Than Vogue
- 2017 – Kimberly: The People I Used to Know
- 2020 – All Monsters Are Human

Singoli
- 2009 – Self Made (feat. Trina & Gucci Mane)
- 2009 – Fakin' It (feat. Missy Elliott)
- 2010 – I Just Can't Do This
- 2011 – How Many Times
- 2013 – V.S.O.P.
- 2014 – Can't Raise a Man
- 2014 – Love 'Em All
- 2014 – Maybe I Shoul Call
- 2015 – Hard to Do
- 2016 – Not a Little Bit
- 2016 – Ain't You
- 2017 – Birthday
- 2017 – Either Way (feat. Chris Brown)
- 2017 – Make This Song Cry
- 2018 – Crazy Like You
- 2019 – Supahood (feat. City Girls e Kash Doll)
- 2019 – The Rain
- 2020 – Just Like Jay
- 2023 – You

## Programmi televisivi
- Love & Hip Hop: Atlanta (2012–13, 2016)
- Love & Hip Hop: New York (2013–14, 2018)
- K. Michelle: My Life (2014-2017)
- Love & Hip Hop Live: The Wedding (2015)
- Punk'd (2015)
- L.A. Hair (2015)
- Stevie J & Joseline: Go Hollywood (2016)
- Leave It To Stevie (2018-19)
- Love & Hip Hop: Hollywood (2018-19)
- Killer Curves: Bodies to Die for (2018-19)

## Filmografia
- American Soul – serie TV, 1x01 (2019)